# Sensoriska trösklar
Sensoriska trösklar är ett relativt begrepp för hur minimal en stimulering av sinnena måste vara för att varseblivas. De sensoriska trösklarna är oberoende av sinnesorganens funktion, och handlar i stället om medvetandefunktioner som uppmärksamhet och sensorisk urskiljningsförmåga, och kan till skillnad från sinnesorganen tränas upp samt vara temporärt nedsatta på grund av till exempel störningar i miljön eller droger. När sinnena stimuleras under de sensoriska trösklarna kallas detta subliminal perception.
Till hörseltröskeln hör att uppfatta ljud, ljudkvantitet, ljudkvalitet och tonhöjd samt att urskilja ett delljud i ett sammansatt ljudsammanhang (till exempel en av musikstämmorna i en orkester). Vid långvarig exponering av höga ljudvolymer sker en så kallad hörseltrötthet som innebär att toleransen ökat och ljudvolymen uppfattas som mindre hög än vad den är.
Smärttröskel är det minsta obehag som krävs för att en person ska uppfatta en smärta, och kan variera på grund av sjukdomar, tillvänjning, droger, med mera.
Smak- och dofttröskel är miniminivån av styrka på smaker och dofter för att dessa ska varseblivas. Liksom för dessa sinnen kan stark exponering höja trösklarna, en stark smak tränga bort en annan smak och en stark doft dölja svagare dofter - det senare används inte minst inom parfymeriet. 